# Agrypon nambui
Agrypon nambui är en stekelart som beskrevs av Tohru Uchida 1958. Agrypon nambui ingår i släktet Agrypon och familjen brokparasitsteklar. Inga underarter finns listade i Catalogue of Life.